# Spring Valley (Nova Iorque)
Spring Valley é uma vila localizada no estado norte-americano de Nova Iorque, no Condado de Rockland.

## Demografia
Segundo o Censo dos Estados Unidos de 2010, a sua população era de 31347 habitantes.

## Geografia
De acordo com o United States Census Bureau tem uma área de 5,5 km², dos quais 5,5 km² cobertos por terra e 0,0 km² cobertos por água.